# Alguém no Céu
Alguém no Céu é uma canção do grupo Trem da Alegria, lançada em 1992 na coletânea de sucessos do grupo. A faixa foi o primeiro e único single lançado do álbum e último single a ser lançado pelo grupo que terminaria suas atividades em 1993.

## Produção e lançamento

Amanda no videoclipe da música feito para o especial de Leandro e Leonardo.

A canção tem duas versões: uma em que há os vocais da Amanda Acosta junto com os do grupo Roupa Nova, que é encontrada na coletânea Trem da Alegria, de 1992 e outra versão na qual há os vocais de Juninho Bill e Rubinho, substituindo os do Roupa Nova, que era a utilizada nas apresentações em programas de TV, essa versão permanece inédita em CD.
Amanda fez uma participação especial cantando a música no especial da dupla Leandro & Leonardo Dois caipiras na Disney da Rede Globo, que foi exibido em 22 de dezembro de 1992. Outra apresentação da faixa foi no último programa Xou da Xuxa, que marcou não só o fim do programa como também o fim das atividades do grupo. A canção fez parte da setlist dos últimos shows do Trem da Alegria.

## Presença em "De Corpo e Alma" (1992)
"Alguém no Céu" foi tema do personagem "Junior", interpretado por Aron Hassan, na novela De Corpo e Alma, de Glória Perez, exibida pela Rede Globo, entre 1992 e 1993.

## Recepção
A música foi uma das canções mais executadas nas rádios brasileiras no ano de 1992.